# 刑期
| ウィキペディアには「刑期」という見出しの百科事典記事はありません（タイトルに「刑期」を含むページの一覧/「刑期」で始まるページの一覧）。 代わりにウィクショナリーのページ「刑期」が役に立つかもしれません。 |